# Vitalij Gankin
Vitalij Ksenofontovitj Gankin (ryska: Виталий Ксенофонтович Ганькин), född 	5 april 1976 i Samara i Ryska SFSR i Sovjetunionen (nu Ryssland), är en rysk före detta kanotist.
Han tog bland annat VM-brons i K-4 500 meter i samband med sprintvärldsmästerskapen i kanotsport 1998 i Szeged.